# 马托
马托（法語：Mathod）是瑞士联邦西部法语区的沃州下设的一个镇。在行政上属于沃州北汝拉区管辖。马托的总面积为6.59平方公里。截至2010年底，总人口为554。

## 地理
马托位于纳沙泰尔湖以西南，蒂耶尔河从南境穿过。